# Water of Charr
Das Water of Charr ist ein Bach in der schottischen Council Area Aberdeenshire.

## Beschreibung
Das Water of Charr entsteht durch den Zusammenfluss der kurzen Bergbäche Back Burn of Remora und Black Burn am Nordhang des 544 Meter hohen Sturdy Hill nahe der Grenze zur benachbarten Council Area Angus. Sein Lauf führt zunächst für 3,5 Kilometer in vornehmlich nordöstlicher Richtung. Dann dreht das Water of Charr für weitere drei Kilometer nach Norden, um nach insgesamt 6,5 Kilometern in das Water of Dye zu münden, das über das Water of Feugh und den Dee in die Nordsee entwässert.
Durch eine dünnbesiedelte, bewaldete Region Aberdeenshires verlaufend, passiert das Water of Charr keine Siedlungen. Auf seinem Lauf nimmt es verschiedene Bäche auf, darunter der White Burn, der Long Gormack Burn, West Stripe of Charr und East Stripe of Charr sowie der Old Hangy Burn. Nahe seines linken Ufers befand sich einst ein Festes Haus, das vermutlich ab dem mittleren 11. Jahrhundert in Nutzung war.

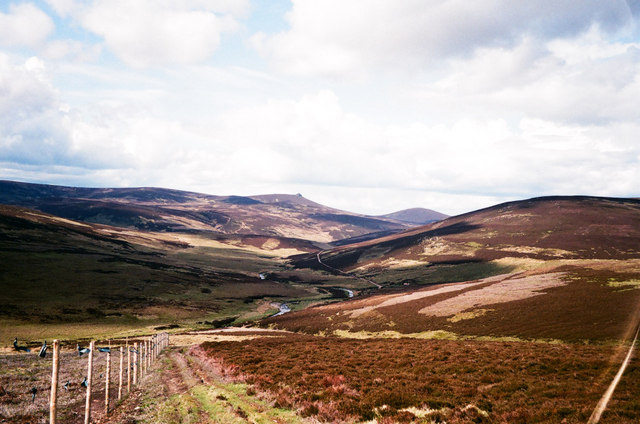
Blick über das Tal des Water of Charr
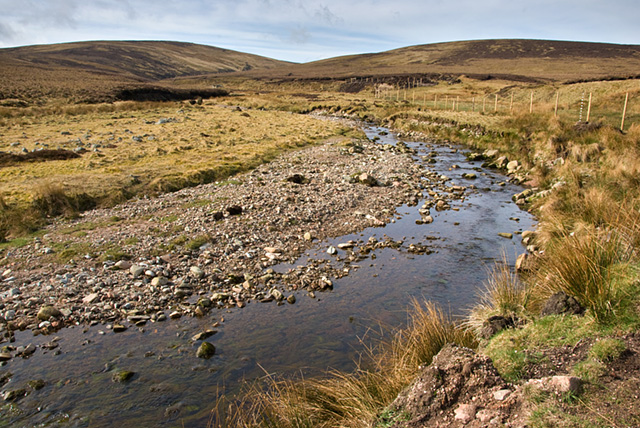
Das Water of Charr nahe dem Cock Hill